# Luis Romero Huertes
Luis Romero Huertes   (Alcalá la Real, 1931 - Barcelona, 9 de març de 2022) va ser un sindicalista, impulsor de les Comissions Obreres en el sector de la Construcció a Catalunya.

## Biografia
Nascut al poble de Ribera Baja, municipi d'Alcalá la Real, va treballar al camp, venent formatges i bestiar. Vinculat des de molt jove al partit comunista, va ser detingut i empresonat el 1960 i 1962, per la qual cosa va haver d'emigrar amb la seva família i es va instal·lar a Barcelona l'any 1964. Va treballar durant anys en diverses empreses de la construcció, en les quals va impulsar el moviment sindical de les comissions obreres, compromís que li va costar diversos acomiadaments i represàlies. La seva militància al PSUC el va portar a brindar la seva imatge en un dels cartells més populars de la primera campanya electoral, l'any 1977, “Mis manos: mi capital. PSUC, mi partido”.
El 1979 es va presentar a les eleccions municipals, a les llistes del PSUC, i va sortir escollit Regidor de l'Ajuntament de Barcelona però no va prendre possessió perquè va preferir continuar la seva dedicació al sindicat CCOO de la construcció.
El 1982 es va sumar al Partit dels Comunistes de Catalunya (PCC). Va ser activista dels moviments socials, especialment a través dels iaioflautes.